# NGC 4151
NGC 4151 là tên của một thiên hà xoắn ốc trung gian nằm trong chòm sao Lạp Khuyển. Khoảng cách của nó tính từ Trái Đất là xấp xỉ 62 triệu năm ánh sáng. Ngày 17 tháng 3 năm 1787, nhà thiên văn học người Anh gốc Đức William Herschel phát hiện ra thiên hà này. Nó là một trong hai thiên hà gần nhất Trái Đất có chứa một lỗ đen siêu khối lượng, lỗ đen này đang lớn dần lên. Bên cạnh đó còn có một ý kiến khác là nó chứa đến hai lỗ đen với khối lần lượng là 40 triệu và 10 triệu lần khối lượng Mặt Trời tương ứng với quỹ đạo là 15,8 năm. Hiện tại, đây là một vấn đề đang được các nhà nghiên cứu tranh luận tích cực. Một vài nhà thiên văn học đã đặt biệt danh cho nó là "mắt của Sauron", một nhân vật trong chúa tể những chiếc nhẫn, do hình thái của nó.
Ngày 24 tháng 12 năm 1970, sự phát ra tia X được phát hiện bằng vệ tinh quan sát Uhuru. Sự phát ra tia X có thể được giải thích bằng hai khả năng. Khả năng thứ nhất là các vật chất rơi vào chính giữa lỗ đen (lỗ đen này đã có trước 25000 năm trước) phát ra bức xạ. Bức xạ này quá sáng đến mức mà nó tách electron ra khỏi các chất khí trên đường đi của nó, và các electron này kết hợp lại với các chất khí bị ion hóa đó. Khả năng thứ hai là năng lượng giải phóng ra từ những vật chất rơi vào lỗ đen trong đĩa bồi tụ đã tạo nên một dòng chảy ra mạnh mẽ của các chất khí từ bề mặt của đĩa thiên hà và đốt nóng các chất khí trên đường đi dẫn đến phát ra tia X.

## Dữ liệu hiện tại
Theo như quan sát, đây là thiên hà thuộc chòm sao Lạp Khuyển và dưới đây là một số dữ liệu khác:
Xích kinh 12h 10m 32,6s
Xích vĩ +39° 24′ 21″
Giá trị dịch chuyển đỏ 0,003262 hay 995 ± 3 km/s
Cấp sao biểu kiến 11,5
Kích thước biểu kiến 6′.4 × 5′.5
Loại thiên hà (R')SAB(rs)ab,Sy1